# Heiko Nieder
Heiko Nieder (* 13. Juni 1972 in Reinbek) ist ein deutscher Koch.

## Werdegang
Nach der Ausbildung im Hotel Vier Jahreszeiten (Hamburg) ging Heiko Nieder 1994 zum Le Canard zu Josef Viehhauser in Hamburg und 1995 ins Zur Traube zu Dieter L. Kaufmann in Grevenbroich. 1997 wechselte er in Vau in Berlin. 2002 kam er als Küchenchef ins l'orquivit in Bonn, wo er im Guide Michelin 2005 mit einem Michelin-Stern ausgezeichnet wurde.
Seit 2008 ist er Küchenchef im The Restaurant im Hotel The Dolder Grand in Zürich. Im Guide Michelin 2011 wurde er mit zwei Sternen ausgezeichnet, im Gault-Millau ab 2012 mit 18 Punkten. Im Oktober 2018 wurde er von der Schweizer Ausgabe des Gault-Millau mit der Höchstnote von 19 Punkten zum Koch des Jahres 2019 gewählt.

## Auszeichnungen
- 2003: Entdeckung des Jahres im Gault Millau
- 2005: Ein Michelinstern
- 2011: Zwei Michelinsterne
- 2012, 18 Punkte im Gault Millau
- 2018, 19 Punkte und Koch des Jahres im Schweizer Gault Millau 2019
- 2019: Koch des Jahres 2019 des Gault Millau[3]
- 2019, Frankfurter Allgemeine Sonntagszeitung Lieblinge des Jahres 2019, Koch des Jahres international[4]